# Rosie (альбом)
rosie (роузи) — дебютный студийный альбом новозеландской певицы Розэ, выпущенный 6 декабря 2024 года лейблами The Black Label (основан бывшим продюсером YG Entertainment и группы Розэ Blackpink Тедди Паком) и Atlantic Records. Записан после мирового тура Blackpink 2023 года после годового поиска нового сольного звучания для певицы с новым составом продюсеров и поэтов-песенников. Розэ выступила соавтором текста и музыки всех песен альбома и его сопродюсером, существенное влияние на его звучание также оказали Тейлор Свифт и Бруно Марс.
Первый ведущий сингл, «Apt.» совместно с американским певцом Бруно Марсом в жанре поп-панк/глэм-рок, вышел 18 октября 2024 года. 22 ноября вышел второй ведущий сингл «Number One Girl», лиричная поп-баллада. Заглавный сингл «Toxic Till the End» в стиле пауэр-поп вышел одновременно с альбомом 6 декабря 2024 года. Название альбома символизирует собой прозвище, которым Розэ называют друзья и близкие ей люди. Альбом не похож на работы Blackpink — он куда более лиричен, менее стадионен и основан на личных переживаниях певицы и токсичных отношениях, которые ей пришлось пережить.
Альбом был тепло встречен критиками и публикой. Он, как и предыдущий релиз Розэ, занял второе место в основном альбомном чарте Республики Корея, а также первое на родине певицы, третье в США и различные места (нередко, в первой десятке) в хит-парадах по всему миру. Первый ведущий сингл «Apt.» побил несколько рекордов, в частности по самому быстрому набору миллиарда просмотров на YouTube среди южнокорейских исполнителей, и по местам в ряде чартов, в том числе Global 200 и Hot 100 от Billboard и сингл-чарте Великобритании.

## Предыстория, выход ведущих синглов
Первый сольный релиз Розэ, сингл-альбом, получивший название R, был выпущен в 2021 году. Его заглавный сингл «One the Ground» стал самым высокоранговым, на тот момент, синглом южнокорейской исполнительницы в основном чарте Billboard — Hot 100, а также занял первое место в Global 200. В 2023 году закончился последний на тот момент мировой тур группы Blackpink, участницей которой является Розэ, и тогда же в течение года продюсеры и поэты-песенники лейбла YG Entertainment, в том числе многие из тех, кто раньше не работал с артисткой, приступили к поиску звучания её полноценного сольного студийного альбома. По словам певицы, она «пролила кровь, пот и слёзы» на него. В октябре того же года она проводила время в компании людей из Columbia Records, что вызвало слухи о возможном заключении контракта с лейблом, который и ранее был заинтересован в Розэ, поскольку на её учётную запись в Instagram долгое время было подписано несколько американских музыкальных продюсеров. Однако 7 декабря 2023 года Розэ официально подтвердила слухи, что она, в отличие от других участниц группы Blackpink, официально решила подписать контракт с лейблом Blackpink и на сольную деятельность, а не только на групповую активность, как прочие участницы, и ведёт переговоры с его представителями. 11 февраля следующего года, в свой 27-й день рождения, Розэ стала последней из трёх участниц Blackpink, объявившей о своих сольных планах, представив 25-секундный отрывок песни «Vampire Hollie». Она также объявила о начале сольной карьеры и обратилась к поклонникам с просьбой придумать официальное имя её личному фандому к общему для Blackpink. 18 июня экс-продюсер YG Entertainment Тедди Пак объявил о подписании контракта на сольную деятельность с его The Black Label. 27 сентября 2024 года Розэ подписала контракт с американским лейблом Atlantic Records для обеспечения международного продвижения. На следующий день певица создала новую учётную запись в социальной сети Instagram с названием @vampirehollie в честь своего так и не выпущенного трека, сниппет на который был выложен более чем за год до этого события. Этот трек вошёл в конечную версию альбома, но только в виниловой форме.
1 октября в своей учётной записи в Instagram Розэ официально объявила, что уже 6 декабря состоится релиз её студийного альбома, в состав которого включено 12 песен. По словам исполнительницы, среди песен, написанных ими, было много о любви и расставании, однако ей хотелось в первую очередь рассказать не об этом, а о своих мыслях, сопровождавших её последние два года. Тогда же певица представила и обложку альбома, на которой изображена она сама, лежащей крупным планом с ниспадающими на лицо блондинистыми кудрями.
16 октября 2024 года Розэ опубликовала фотографию с Бруно Марсом на которой она «учила его играть с выпивкой» по-корейски. Следом сторис поделился Бруно Марс, рассказавший, что на встрече с Розэ два месяца назад она якобы пыталась его поцеловать, что было воспринято как реклама возможной совместной работы двух артистов. На следующий же день Розэ подтвердила слухи, выложив в Instagram-аккаунте чёрно-белый снимок, на котором запечатлён Марс за барабанной установкой и она, лежащая перед певцом в кожаной куртке и мини-юбке. Песня получила название «Apt.» и вышла на следующий же день. Буквально за одну ночь она стала медиавирусом и настоящей сенсацией. Сингл дебютировал на первой позиции в Billboard Global 200 и Global Excl. U.S. и на восьмой в основном сингловом чарте Billboard Hot 100, благодаря чему певица побила рекорд своей же группы по самой высокой позиции в чарте среди исполнительниц из Республики Корея, ранее поставленный совместным с Селеной Гомес треком «Ice Cream» (который дебютировал на 13 месте в 2020 году). В первую неделю 2025 года сингл занял пятое место в Hot 100, побив собственный же рекорд и став первым же треком кей-поп-исполнительниц в пятёрке, держа его 3 недели подряд. В последнюю неделю января песня заняла третье место в Hot 100, став первым треком южнокорейских исполнительниц в тройке, также удерживая его 3 недели подряд, а также занимал первое место в Global 200 на протяжении не менее чем 14 недель подряд. Помимо этого песня заняла второе место в основном сингловом чарте Великобритании, что также является рекордом. 27 января 2025 года, спустя 100 дней после релиза, песня набрала миллиард прослушиваний в сервисе Spotify, став второй в истории по скорости набора после «Die with a Smile» Бруно Марса и Леди Гаги, набравшей столько же за 96 дней после релиза. Ровно за день до релиза альбома, 5 декабря, видеоклип на сингл побил рекорд по скорости набора 500 миллионов просмотров на видеохостинге YouTube среди песен K-pop-исполнителей и расположился на пятом месте среди всех видео на YouTube в истории. В дальнейшем песня продолжала бить рекорд по самому быстрому набору просмотров среди южнокорейских музыкальных видео, и 31 января 2025 года, спустя 105 дней после релиза, достигла миллиарда просмотров, опередив предыдущего рекордсмена — «Gangnam Style» Сая со скоростью в 158 дней. Клип также стал пятым в истории по скорости набора после «Hello» (Адель), «Despacito» (Луис Фонси и Дэдди Янки), «Shape of You» (Эд Ширан) и «Mi Gente» (Джей Бальвин и Уилли Уильям). Видеоклип был на первом месте в YouTube Music много недель и является самым просматриваемым клипом 2024 года в принципе с 715 миллионами просмотров за два с половиной месяца, что является первым случаем, когда первое место занял кей-поп-исполнитель с 2012 года, когда на нём располагалась «Gangnam Style» Сая. Песня была признана культурным феноменом и самой популярной песней кей-поп-артиста 2024 года. Она была избрана песней года южнокорейцами, участвовавшими в опросе Института Гэллапа, и заняла места в 12 списках лучших кей-поп-песен года различных изданий, в том числе первое место в 7 из них, а также заняла престижные места в топах лучших песен года без упора на жанр.
7 ноября 2024 года певица появилась в телепрограмме «Hot Ones», в ходе которой рассказала, что первый зажигательный трек с Бруно Марсом не будет задавать тренд альбому и что остальная его часть будет куда как более лиричной. В ходе rosie певица решила рассказать о своих переживаниях, о том, что её всегда тревожило, но никогда не становилось темой песен, в первую очередь о лиричных переживаниях и разбитом сердце. 22 ноября Розэ выпустила второй ведущий сингл альбома «Number One Girl», подтвердивший её слова: текст песни целиком направлен на её романтического партнёра, в глазах которого она хочет быть «девушкой номер один», о необходимости поддержки и об испытываемых эмоциях. Трек исполнен в лиричной поп-манере. Основное инструментальное сопровождение исполнено на фортепиано, а минималистичный клип показывает Розэ, которая поёт одна в декорациях большого ночного города. В создании песни вновь принял участие Бруно Марс, но уже в качестве сопродюсера вместе с Эми Аллен, а видеоклип на него срежиссировала сама Розэ.

## Релиз и продвижение
Помимо ранее выпущенных ведущих синглов, в альбом вошёл трек «Toxic Till the End», переименованный певицей из первоначального названия «The Ex» (с англ. — «Бывший»), посвящённый бывшему парню Розэ, в котором она решила рассказать на широкую публику о своих законченных токсичных отношениях, о которых ранее часто говорила с подругами и друзьями, поскольку они многое говорили о том, что она является бывшей и настала пора спеть об этом, поскольку ей просто выражать через музыку свои эмоции.
В рамках продвижения альбома Розэ выступила на MAMA Awards, где совместно с Бруно Марсом получила награду «Глобальная сенсация», на Asia Artist Awards, где песня получила один из главных призов («дэсанов») — «Песню года», на ночном музыкальном шоу The Seasons, выходящем на телеканале KBS2, где исполнила песню совместно с Ли Ёнджи и её командой, и на BBC One, где исполнила «Apt.» и культовую песню Wham! «Last Christmas» уже сольно, а также участвовала в шоу Кан Дэсона. Незадолго до релиза певица провела два фансайна для своих фанатов в Сеуле и Токио, а также систематически выступала с новыми модными образами, публиковавшимися на обложках журналов многих стран и становившимися главными образами месяца в больших городах. За день до выхода альбома в сеульском офисе компании «Хёндэ» открылся магазин rosie, нацеленный на продажу альбома и сопутствующего мерчендайза и действовавший в течение недели. После релиза Розэ выступила с «Apt.» и «Toxic Till the End» на «Ночном шоу с Джимми Фэллоном» в США.
Три песни альбома — «Toxic Till the End», «3AM» и «Apt.» — входят в сет-лист концертного тура Blackpink 2025 года.

## Запись
Альбом был записан в Glenwood Place Recording в Бербанке, штат Калифорния, в 2023—2024 годах; в частности песня «Apt.» записана 7 ноября 2023 года. Розэ принимала активное участие в написании текстов и музыки всех песен, а также в сведении и продюсировании, будучи исполнительным продюсером альбома. Вторым исполнительным продюсером альбома указан Тедди Пак, глава The Black Label, на котором и вышел альбом, другими продюсерами альбома выступили Бруно Марс, D’Mile, Омер Феди, Пол Кубина и Марк Уильямс, Исайя Тейяда, Хенри Уолтер и др., а среди авторов текстов песен помимо них и Розэ отмечены Эми Аллен, Сара Эронз, Майкл Поллак и др. Микшированием альбома помимо Розэ занимался многократный лауреат «Грэмми» Сербан Генеа. За международный релиз альбома отвечает лейбл Atlantic Records, цифровую дистрибуцию синглов и альбома — YG Plus, а виниловая пластинка вышла на Warner Music Inc.. Начало liner notes альбома Розэ отвела под благодарность Бруно Марсу и отметила, что он стал одним из наиболее важных людей для неё в этом отрезке карьеры, без которого у неё не получилось бы такого альбома.
Перед полноценной записью альбома, начавшей после окончания мирового тура Blackpink в поддержку последнего альбома, Розэ провела несколько дополнительных сессий в Лос-Анджелесе и, получив положительные отзывы от друзей и знакомых, включая других участниц группы, продолжила ездить по штату и знакомиться с новыми авторами и продюсерами, чувствуя себя «несколько сбитой с толку», но всё же готовой к записи альбома. В последние месяцы записи в социальных сетях певицы был существенный ажиотаж и много сообщений от поклонников Розэ, спрашивавших, когда она закончит работу над альбомом и что в итоге они получат. Запись альбома сопровождалась постоянным волнением певицы, которая впервые в своей жизни получила возможность показать себя настоящую, без напускного блеска группы. На написание некоторых песен альбома, в частности «Number One Girl», Розэ вдохновил поиск посвящённых ей злобных комментариев в интернете, которым она нередко занималась по ночам и о котором ей было неловко рассказывать другим, поэтому она и решила написать честную песню с отвращением к такому.

## Содержание альбома

### Тематика песен
По словам Розэ, у неё в жизни было несколько отношений с парнями, как и у обычной девушки в возрасте около двадцати лет. И в основе альбома лежат именно токсичные отношения, через которые ей было суждено пройти. При этом, несмотря на личностность, певица в большинстве случаев отбрасывала конкретику и описания, поскольку хотела, чтобы в песнях альбома максимально возможное число слушателей увидело себя, хотя сама токсичность не менее важна для неё, ибо это слово она многократно использовала для описания самых разных аспектов своей жизни в альбоме и за его пределами, включая даже по отношению к времени записи. Сама Розэ принимала активное участие в написании музыки и текстов к каждому из треков, поэтому песни содержат «всплеск честности» и «некое подобие автобиографичности» для исполнительницы. Название же альбома rosie она назвала основанным на прозвище, которым её называют друзья и самые близкие в жизни люди, которым она хотела бы посвятить пластинку. Тематика песен была задумана ей сразу же, когда Розэ появилась «в маленькой уютной студии» в Лос-Анджелесе после большого мирового тура группы. Альбом является очень лиричным и открывает фанатам группы и певицы свет на её личностные переживания, переживания любимой и любящей девушки, которой «так легко разбить сердце». Не менее альбом посвящён и девичьим эмоциям ещё совсем юной Розэ, которая в возрасте менее 20 лет столкнулась со всемирной популярностью и оказалась от этого в смятении. Поэтому альбом был посвящён этому «ужасному возрасту» и попытке рассказать миру о своих переживаниях и заставить фанатов понять её.
В начале первой песни альбома «Number One Girl» Розэ поёт слова «Tell me that I’m special» (с англ. — «Скажи мне, что я особенная»), которые рецензенты посчитали лейтмотивом альбома. В дальнейшем певица неоднократно возвращается к факту токсичности, в том числе активно раскрывает его в заглавном сингле «Toxic Till the End», который начинается со слов «Call us what we are: toxic from the start» (с англ. — «Называйте нас сразу теми, кто мы есть: токсичными с самого начала») и продолжается куда как более личностным чем в остальных песнях рассказом о её бывшем, с личными деталями, вроде любви к шахматам, и рассказом о том, что он ей был всегда нужен, хоть отношения с ним и были «токсичны вплоть до самого конца». При этом в последнем треке она не расстраивается из-за этого и не стыдится этого, а просто размышляет, как ей жить дальше, когда эти отношения, наконец, подошли к концу.

### Музыкальная составляющая
Песни из альбома записаны в следующих тонах и темпе: «Number One Girl» — соль мажор при 175 ударах в минуту с длительностью песни 3 минуты и 36 секунд; «3AM» — ре мажор при 150 ударах в минуту и длительности в 2:34; «Two Years» — до мажор при 144 ударах в минуту и длительности 2:48; «Toxic Till the End» — соль мажор при 167 ударах в минуту и длительности 2:37; «Drinks or Coffee» — фа минор при 136 ударах в минуту и длительности 2:13; «APT.» — до минор при 149 ударах в минуту и длительности 2:50; «Gameboy» — си минор при 83 ударах в минуту и длительности 2:47; «Stay a Little Longer» — ля мажор при 77 ударах в минуту и длительности 4:07; «Not the Same» — до мажор при 129 ударах в минуту и длительности 3:04; «Call It the End» — соль мажор при 137 ударах в минуту и длительности 2:21; «Too Bad for Us» — си мажор при 84 ударах в минуту и длительности 3:56; «Dance All Night» — фа мажор при 89 ударах в минуту и длительности 3:35.
В целом альбом представляет собой «коллекцию отточенных поп-треков», в которых совмещаются элементы многих стилей популярной музыки — от R&B 1990-х годов до пауэр-попа и электропопа. Так «Number One Girl» представляет альбом для слушателя в лице «урезанно-строгой» фортепианной баллады с насыщенно-эмоциональным вокальным исполнением. Следующий трек «3AM» является акустическим поп-треком, способным хорошо продолжить альбом для слушателя. Бит трека выполнен на Roland TR-808 в стиле «тонкого трэпа» для придания альбому более высоких темпа и темы. Третий трек альбома «Two Years» подразумевает, что слушатели уже погрузились в рассказываемую Розэ историю. Музыкальное сопровождение синтезаторное и выполнено в стиле 1980-х годов, походя на синти-поп в стиле The Tortured Poets Department Тейлор Свифт. Заглавный сингл «Toxic Till the End», поставленный журналистом Billboard Джеффом Бенджамином на первое место в топе треков альбома, раскрывает токсичность отношений Розэ не только в тексте, но и в мелодической составляющей, поскольку она ей оказывается полностью одержима. Сама певица назвала эту песню главной в альбоме и сказала, что это отражение того, где она находится на момент его выхода. Сопровождение песни выполнено как на синтезаторе, так и на гитаре, благодаря чему сингл получил «эмо-тон» в стиле пауэр-поп и поп-рок. «Drinks or Coffee» представляет наиболее зажигательный из всех битов альбома, сочетая его с «игривой лирикой вечеринки». Совместный с Бруно Марсом хитовый сингл «Apt.» — сочетание нескольких музыкальных стилей и нескольких культур. Она включает в себя семпл из «Mickey», классического рок-джема 1982 года от Тони Бэзил, и представляет собой сочетание поп-панк/глэм-рок-звучания с электропопом. Она получила признание критиков: Риан Дейли из NME дала песне максимально возможный балл и отметила, что уже песни с R были достаточным доказательством того, что Розэ хорошо движется в сольном творчестве, а данный рок-трек оказался для певицы гигантским шагом вперёд. В Paper песню включили в десятку обязательных к прослушиванию треков недели и назвали бодрым и запоминающимся поп-рок/поп-панк-треком, которое сопровождало весёлое видео в стиле группы The Ting Tings. «Gameboy» имеет повторяющийся брейк, благодаря которому является одним из самых запоминающихся треков альбома, который легко был бы ремиксирован с рэпом и превратился бы в очередной сингл. «Stay a Little Longer» содержит одно из сильнейших вокальных выступлений альбома, поскольку слова песни произносятся с отчаянием. В треке также используются элементы классического рок-звучания. Она имеет больше всего просмотров на канале Розэ на YouTube кроме синглов, имеющих клипы. «Not the Same» включает наименее интенсивный гитарный звук альбома, делая звук куда более интимным. «Call It the End» являясь одной из самых коротких песен альбома включает в себя мощный припев и выделяется сильным гитарным звучанием. «Too Bad for Us» представляет ещё более интимную вокальную передачу, напоминающую работы Холзи и Дайаны Викерз. Соавтором этой песни является соавтор предыдущей сольной работы Розэ, «Hard to Love», — сольной песни певицы из альбома Born Pink. Последняя песня альбома «Dance All Night» вопреки своему названию приносит спокойствие и напоминает хитовый би-сайд «Forever Young» Blackpink из альбома Square Up.

## Критическое восприятие
| Совокупная оценка   | Совокупная оценка |
| Источник            | Оценка            |
| ------------------- | ----------------- |
| Metacritic          | 70 / 100          |
| Оценки критиков     |                   |
| Источник            | Оценка            |
| AllMusic            | [ 81 ]            |
| Clash               | 8 / 10            |
| Financial Times     | [ 83 ]            |
| Forge Press         | 8 / 10            |
| Euphoria Magazine   | [ 85 ]            |
| IZM                 | [ 86 ]            |
| Pitchfork           | 5,5 / 10          |
| Riff Magazine       | 8 / 10            |
| Rolling Stone       | [ 58 ]            |
| New Musical Express | [ 63 ]            |

Альбом Розэ получил «преимущественно положительные» отзывы критиков. Усреднённый рейтинг альбома, согласно агрегатору рецензий Metacritic, составил 70 баллов из 100 возможных.
Кристина Джалеру в рецензии для «Ассошиэйтед Пресс» написала, что альбом существенно отличается от композиций Blackpink: если последние преимущественно энергичные электропоп-треки, то у Розэ получился более монотонный альбом под кофейное и романтично-драматическое настроение. При этом треки отличаются друг от друга: одни из них — сдержанные баллады под акустическую гитару, другие — полный жизни и энергии пауэр-поп, синти-поп, энергичный панк-рок или вдохновлённое Тейлор Свифт современное поп-звучание как заглавный сингл «Toxic Till the End». Вместо ритмичности Blackpink на передний план выходит большой диапазон и сильный голос Розэ. Весь альбом лиричен и рассказывает о душевной боли девушки от прерванных отношений и покинувшей её любви, токсичных и двойственных отношений, с которыми она не смогла вовремя порвать. По мнению рецензента, альбом — «эмоциональные американские горки», легко вызывающие сопереживание слушателя, однако поклонники группы явно будут разочарованны и заскучают без традиционных для Blackpink энергичных поп-песен, которых не достаёт в довольно однообразном альбоме. Людовик Хантер-Тилни из Financial Times также посчитал, что песни хотя и чувственны, но достаточно однотипны, и им не хватает традиционной остроты и стадионности Blackpink. При этом он посчитал, что Розэ поёт с куда большей чувственностью, чем во времена работы в группе. Рецензент отметил, что совместный с Бруно Марсом сингл «Apt.», будучи «раздражающе заразительным», является самым близким по звучанию к песням группы. Остальные больше похожи на обычные баллады в стиле Тейлор Свифт, и эта однотипность и шаблонность, по его мнению, мешает представить публики настоящую Розэ. Критик онлайн-журнала Pitchfork Алекс Рамос писал, что совместный с Бруно Марсом сингл получился драйвовым и цепляющим и хорошо демонстрирующим голос Розэ, однако остальным песням не удаётся «уловить ту же искру» и «угнаться» за ведущим синглом. В связи с этим он посчитал, что альбом не представляет собой ничего захватывающего или чисто откровенного, в частности из-за меркнущей на фоне многих других великих альбомов о расставании лирики.
Критик южнокорейской газеты «Хангук ильбо» Ко Гёнсок писал, что альбом куда ближе ко второму синглу «Number One Girl», не зря стоящему первым и задающем ему тренд, поэтому жаждущие размаха группы или треков, похожих на совместный с Бруно Марсом хит «Apt.», будут скорее разочарованы. Основной тематикой альбома являются расставание и токсичность в отношениях, он вдохновлён такими исполнителями как Тейлор Свифт, Оливия Родриго и Сабрина Карпентер, и поэтому «создан для тех, кто готов выслушать». Марк Ричардсон в The Wall Street Journal также отметил личностность и лиричность альбома, в котором куда меньше драйвовых и захватывающих треков, чем это обычно бывает у Blackpink, однако при этом написал, что он представляет собой призму стилей уже известных благодаря таким исполнительницам как Тейлор Свифт, Рианна, Билли Айлиш и Солана Роу, из-за чего весьма сложно найти однозначную индивидуальность певицы. Существенное влияние Тейлор Свифт на альбом Розэ отмечали и другие рецензенты, и она сама. В то же время Куинчи Легарди из Marie Claire написала, что ещё во времена работы в группе Розэ умела показывать себя какой она есть, а этот альбом стал для неё окончательным выходом из образа, благодаря чему альбом может рассматриваться как показатель того, что именно личностность и честность образа — это то, что должно стоять в авангарде творческого порыва.
Рецензент онлайн-журнала IZM Хан Сонхён поставил альбому средний балл. Он посчитал, что несмотря на то, что «Apt.» давала надежду, что из альбома может получиться что-то необычное и хитовое, сама пластинка вышла именно обычной, причём с точки зрения клишированности, в которой «очень многое похоже на слишком стандартное, чтобы быть выдающимся»: «душераздирающие тексты о расставании», синтезаторы и акустика, а также сам слоган о внутренней стороне звезды кей-поп-сцены и айдола. По словам критика, альбом крайне похож на остальные композиции чартов журнала Billboard, предлагая нечто похожее на Тейлор Свифт, а не будучи чем-то другим. По мнению Сонхёна, не похожими и «не догоняющими» Свифт получились лишь «Drinks of Cofee», напоминающая скорее о работах Холзи и Селены Гомез, и «Stay a Little Longer» в стиле Льюиса Капальди, в то время как остальные песни уместно смотрелись бы как репертуар Оливии Родриго или любых других певиц в стиле Свифт. При этом рецензент посчитал, что глубже и интереснее всех оказалась «Number One Girl», которая проникает в душу.
Габриель Сёлог из Billboard Philippines также отметил, что альбом более лиричен, но при этом треки на нём достаточно разнообразные и варьируются от разных поджанров современной поп-музыки до поп-панка и традиционных баллад, Джейсон Липшац из американской версии сайта назвал альбом «сборником тщательно продуманных портретов сложностей в отношениях», сбалансированных между лиричностью и стадионностью и не особо похожих на поспешный первый сингл, а редактор колонки Billboard K-Town Джефф Бенджамин представил альбом «эмоциональным путешествием» и глубоко личностной историей, которую певице было негде раскрыть, когда она ещё была участницей группы; альбом, в котором Розэ «привносит свой фирменный шарм в каждую ноту» и широкое выражение того, что беспокоит её разум и сердце, благодаря чему все слушатели смогут после прослушивания понять её лучше, чем смогли за годы в Blackpink.
Рецензент журнала Clash Робин Мюррей поставил альбому 8 баллов из 10 и отметила, что с этим альбомом Розэ вышла за те рамки, поставленные ей в альбоме 2021 года R и «On the Ground» благодаря продумыванию каждой детали и годам ожидания перед выпуском. Он отметил, что жанры песен с альбома существенно варьируются, а пластинка балансирует между светлой и тёмной стороной, которые Розэ не стесняется смешивать, переосмысливая традиционные поп-тропы и мотивы. По мнению Мюррея, сольный альбом Розэ превосходит ожидание многих как в хитах вроде «Apt.», так и в других песнях, ведь кажущиеся невзрачными моменты вдруг оказываются наиболее впечатляющими. Келли Нгуен в статье для сайта премии «Грэмми» также отметила, что rosie в своей сути является «полностью реализованной версией R». По словам журналистки, этот альбом существенно отличается от традиционных работ Blackpink, раскрывая саму артистку, делая её более уязвимой и чувственной, нежели в групповых работах и в сингл-альбоме, поскольку альбом направлен на исследование боли прошлого для движения в более лёгкое будущее.
Журналисту Riff Magazine Майку Деуолду, поставившему аналогичную оценку, rosie напомнил по духу последние работы Сабрины Карпентер — «определённо зрелый» альбом, вдохновлённый ретро-поп-звучанием с погружением в самоанализ. Рецензент писал, что Розэ адаптировала многие давно известные стили и признаки поп-звучания для создания своего стиля. Песни относятся к разным жанрам, например, «Gameboy» похож на поп-музыку эпохи 1990-х и современные эксперименты кей-поп-групп с ней, и совместный с Бруно Марсом трек является изюминкой альбома благодаря коллаборации и поп-фанк-исполнителю, который для Розэ «отличный вокальный спарринг-партнёр». В конце Деуолд заключил, что это новый и интересный первый шаг в сольной карьере для мировой суперзвезды.
Рецензент журнала Rolling Stone Мора Джонстон написала, что «хамелеоновскую» суть альбома и «обаятельность вокала» легко становится понять уже по первым строчкам первого же трека, где Розэ просит называть её особенной. Как и другие рецензенты она отметила важную роль Бруно Марса и разницу в треках, каждый из которых предлагает слушателю послушать многогранный вокал и разную интерпретацию певицей популярных жанров. Журналистка назвала альбом «тоскливым», но при этом лёгким, что делает его привлекательным для слушателя, поскольку певица очень честна в своих треках для каждого из слушателей. Все «штрихи», из которых сложена пластинка, по мнению Джонстон, показывают уверенность певицы в музыке и своём дальнейшем пути.
Журналистка New Musical Express Кристал Белл поставила альбому схожую оценку в 4 звезды из пяти и также отметила, что альбом получился более лиричным и открыл фанатам группы и певицы свет на её личностные переживания, переживания любимой и любящей девушки, которой так легко разбить сердце, отходя от продуманной концепции Blackpink. Она посчитала, что уже вступление в лице лирической «Number One Girl» является поразительным для слушателя, поскольку затмевает величие кей-поп-музыки чем-то личностным. Журналистка отметила, что работа остаётся альбомом о расставании с любимым, переживаниях об этом и разбитом сердце: широко используемая в поп-музыке тема, которая кажется крайне новой для Розэ из-за её образа «непоколебимой силы». При этом на протяжении пластинки певица не просто размышляет о своей роли, но и выражает согласие с ней. Рецензент также отметила голос Розэ, меняющийся от песни к песне в своём темпе, но остающийся в нежности тембра. В конце Белл написала, что альбом является для певицы «тихим, но мощным заявлением о самой себе», знаменующим начало совершенно новой главы жизни и карьеры, «принадлежащей только ей».
Бравна Арагвал из India Today посчитала, что альбом Розэ убедительно показал её переход от электропоп-звучания гёрл-группы к собственному, куда более лиричному и личностному, для которого она смешала эмоционально-повествовательную поп-музыку с акустическими нотками и элементами инди с существенным влиянием Тейлор Свифт, в частности, с попыткой быть максимально близко к слушателям. По мнению рецензента, разница в стиле треков демонстрирует универсальность Розэ, её вовлечённость, которая выразилась и в том, что она стала соавтором и сопродюсером всех треков альбома, а также способности к повествованию. Журналистка отметила, что слова Розэ подтвердились: альбом получился очень личностным и переживательным, со способностью находить катарсис через музыку, а также показывающим способность певицы отойти от традиционного звучания группы к более личностным мотивам с существенным инди-влиянием. Группа рецензентов издания Teen Vogue также отметила катарсичность альбома и написала, что пластинка напомнила им о памятной сцене из документального фильма «Blackpink: Озаряя небо», когда Розэ, сидя на полу в студии, играла на гитаре и что-то пела себе под нос. Потом она пояснила, что пение для неё — способ снятия стресса и ухода в себя от ненужных мыслей. Журналисты отметили, что именно это певица показывает в своём альбоме, не боясь вновь заглянуть в душу своим страхам и рассказать о них. Элеанор Карр из австралийского онлайн-издания Renowned for Sound также отметила личностность альбома и успешность попытки Розэ отойти от звучания группы в поисках своего собственного стиля исполнения. По мнению рецензента, песни выполнены на достаточно высоком уровне, чтобы соперничать с другими поп-хитами года, а балладные треки хорошо демонстрируют вокальные способности Розэ. По словам Карр, хотя этот альбом и стал одним из последних в году, у него есть все шансы стать одним из лучших и самых запоминающихся. По оценке журналиста The New York Times Джона Караманики, наряду с альбомом Ким Джису Amortage, rosie больше всего отступает от стиля Blackpink, оставляя похожим только трек с Бруно Марсом, являясь в основном «музыкально сдержанной» пластинкой с сильным вокалом певицы во главе. Благодаря сильному продюсерскому составу и голосу Розэ, альбом показывает нечто совсем иное, нежели Ruby Дженни или Alter Ego Лисы, и больше похож на поп-музыку эпохи Lilith Fair, «гальванизмом, который выше филигранности».

## Коммерческий успех
На сервисе Spotify альбом за сутки получил более 33 миллионов стримов, побив рекорд по самому прослушиваемому сольному релизу кей-поп-исполнителей в истории, а сингл «Apt.» занял шестое место в списке самых популярных кей-поп-песен площадки за 2024 год, составленном менее чем через два месяца после релиза. Также к моменту релиза Розэ имела более 60 миллионов слушателей на сервисе, будучи самой популярной кей-поп-звездой площадки и занимая 26 место в мире. На пике, в январе следующего года, количество слушателей увеличилось до более чем 70 миллионов, и Розэ расположилась на 18 месте в мире.
Альбом занял достаточно высокие позиции в чартах (нередко в топ 5 или 10 по стране), а в альбомном чарте Великобритании побил очередной рекорд, расположившись на 4 месте и став первым альбомом кей-поп-исполнительницы в пятёрке. В Новой Зеландии альбом занял первое место среди новозеландских исполнителей и третье место вообще. В корейском Circle Chart Розэ повторила свой результат с -R-, расположившись на втором месте (на этот раз после Strategy Twice), а чарт Hanteo возглавила. В основном американском чарте Billboard 200 певица заняла третье место, став первой южнокорейской сольной исполнительницей в топ 3 со 102 тысячами абсолютных продаж.

## Список композиций
Большинство названий треков альбома в официальной версии стилизуется минускулом, как и название самого альбома (кроме маюскульного «Apt.»). Список:
| №                   | Название                     | Текст песни | Продюсеры                                                 | Длительность |
| ------------------- | ---------------------------- | --- | --------------------------------------------------------- | ------------ |
| 1.                  | «Number One Girl»            | Пак Чхэён, Бруно Марс, Эмми Аллен, Картер Лэнг, D’Mile, Дилан Уиггинс, Омер Феди                                                                   | Бруно Марс, D’Mile, Картер Лэнг, Дилан Уиггинс, Омер Феди | 3:36         |
| 2.                  | «3AM»                        | Пак Чхэён, Эмми Аллен, Джейкоб Уайнберг, Пол Кубина, Марк Уильямс                                                                                  | Джейкоб Уайнберг, Пол Кубина, Марк Уильямс                | 2:34         |
| 3.                  | «Two Years»                  | Пак Чхэён, Грегори Хэйн, Майкл Поллак, Исайя Тейяда, Джордан Джонсон, Стефан Джонсон                                                               | Джордан Джонсон, Стефан Джонсон, Исайя Тейяда             | 2:48         |
| 4.                  | «Toxic Till the End»         | Пак Чхэён, Майкл Поллак, Эмили Уоррен, Ивэн Блэр                                                                                                   | Ивэн Блэр                                                 | 2:37         |
| 5.                  | «Drinks or Coffee»           | Пак Чхэён, Эми Аллен, Омер Феди, Картер Лэнг, Дилан Уиггинс, Блейк Слаткин                                                                         | Омер Феди, Картер Лэнг, Дилан Уиггинс, Блейк Слаткин      | 2:13         |
| 6.                  | «Apt.» (кор. 아파트 Апхатхы) | Пак Чхэён, Эми Аллен, Кристофер Браун, Роджет Чахайед, Омер Феди, Филип Лоуренс, Бруно Марс, Терон Томас, Хенри Уолтер, Майкл Чапмен, Николас Чинн | Бруно Марс, Омер Феди, Хенри Уолтер, Роджет Чахайед       | 2:50         |
| 7.                  | «Gameboy»                    | Пак Чхэён, Эми Аллен, Роб Байзел, Пол Кубина, Марк Уильямс, Грегори Хэйн                                                                           | Пол Кубина, Марк Уильямс, Роб Байзел                      | 2:47         |
| 8.                  | «Stay a Little Longer»       | Пак Чхэён, Сара Эронз, Эндрю Уэллс | Эндрю Уэллс                                               | 4:07         |
| 9.                  | «Not the Same»               | Пак Чхэён, Эми Аллен, Роб Байзел, Пол Кубина, Марк Уильямс                                                                                         | Пол Кубина, Марк Уильямс, Роб Байзел                      | 3:04         |
| 10.                 | «Call It the End»            | Пак Чхэён, Элоф Лоелв, Майкл Поллак, Эмили Уоррен, Крифф Клоусон                                                                                   | Крифф Клоусон, Майкл Поллак                               | 2:21         |
| 11.                 | «Too Bad for Us»             | Пак Чхэён, Джейсон Эвиган, Гектор Уэйн, Гайан Стоун, Фредди Уэкслер, Бен Филдинг, Дин Ашер                                                         | Фредди Уэкслер                                            | 3:56         |
| 12.                 | «Dance All Night»            | Пак Чхэён, Морен Макдональд, Грег Кёрстин | Грег Кёрстин                                              | 3:35         |
| 13.                 | «Vampire Hollie»             | Пак Чхэён, Омер Феди, Хенри Уолтер, Эми Аллен | Омер Феди, Хенри Уолтер                                   | 2:22         |
| Общая длительность: | Общая длительность:          | Общая длительность: | Общая длительность:                                       | 36:28/38:50  |

## Чарты
| Страна           | Владелец чарта    | Название чарта              | Высшая позиция | Источник |
| ---------------- | ----------------- | --------------------------- | -------------- | -------- |
| Австралия        | ARIA              | Australian Albums           | 2              | [ 113 ]  |
| Австрия          | Hitradio Ö3       | Ö3 Austria Top 40           | 8              | [ 114 ]  |
| Бельгия          | Ultratop          | Album (Фландрия)            | 15             | [ 115 ]  |
| Бельгия          | Ultratop          | Album (Валлония)            | 18             | [ 115 ]  |
| Великобритания   | OCC               | UK Albums                   | 4              | [ 116 ]  |
| Германия         | GfK Entertainment | Offizielle Top 100          | 8              | [ 117 ]  |
| Ирландия         | OCC               | Irish Albums                | 26             | [ 118 ]  |
| Испания          | PROMUSICAE        | 100 Albums weekly           | 14             | [ 119 ]  |
| Италия           | FIMI              | Album & Compilation         | 17             | [ 120 ]  |
| Канада           | Billboard         | Canadian Albums Chart       | 4              | [ 121 ]  |
| Литва            | AGATA             | Savaitės klausomiausi       | 10             | [ 122 ]  |
| Новая Зеландия   | RMNZ              | New Zealand Aotearoa Albums | 1              | [ 106 ]  |
| Новая Зеландия   | RMNZ              | New Zealand Albums          | 3              | [ 107 ]  |
| Нидерланды       | Hung Medien       | Album Top 100               | 14             | [ 123 ]  |
| Норвегия         | VG-lista          | Album                       | 14             | [ 124 ]  |
| Польша           | ZPAV              | OLS — albumy                | 12             |          |
| Португалия       | AFP               | Top 200 Álbuns              | 20             | [ 125 ]  |
| Республика Корея | Circle            | Album Chart                 | 2              | [ 108 ]  |
| Республика Корея | Bugs!             | Альбомный                   | 1              | [ 126 ]  |
| США              | Billboard         | Billboard 200               | 3              | [ 127 ]  |
| Франция          | SNEP              | Top Albums                  | 16             | [ 128 ]  |
| Хорватия         | HDU               | Top lista                   | 9              | [ 129 ]  |
| Швейцария        | Media Control     | Schweizer Hitparade         | 9              | [ 130 ]  |
| Швеция           | Sverigetopplistan | Veckolista Album            | 35             | [ 131 ]  |
| Шотландия        | OCC               | Scottish Albums             | 10             | [ 132 ]  |
| Финляндия        | Musiikkituottajat | Suomen virallinen lista     | 23             | [ 133 ]  |
| Япония           | Oricon            | Комбинированный             | 8              | [ 134 ]  |
| Япония           | Oricon            | Альбомный                   | 10             | [ 135 ]  |
| Япония           | Billboard Japan   | Hot Albums                  | 8              | [ 136 ]  |

| Страна           | Владелец чарта | Название чарта | Высшая позиция | Источник |
| ---------------- | -------------- | -------------- | -------------- | -------- |
| Республика Корея | Circle         | Альбомный      | 3              | [ 137 ]  |
| Япония           | Oricon         | Альбомный      | 22             | [ 138 ]  |

| Страна           | Владелец чарта | Название чарта | Позиция | Источник |
| ---------------- | -------------- | -------------- | ------- | -------- |
| Республика Корея | Circle         | Альбомный      | 50      | [ 139 ]  |

## Сертификации
| Регион           | Дата           | Сертифицирующая организация | Сертификация | Количество сертифицированных копий | Источник |
| ---------------- | -------------- | --------------------------- | ------------ | ---------------------------------- | -------- |
| Канада           | 4 февраля 2025 | Music Canada                | Золотой диск | 40 000                             | [ 140 ]  |
| Республика Корея | 6 февраля 2025 | KMCA                        | 2X           | 500 000                            | [ 141 ]  |
| Новая Зеландия   | 19 марта 2025  | RMNZ                        | Золотой диск | 7500                               | [ 142 ]  |

## История релиза
| Регион | Дата           | Формат                                   | Лейбл                                                                             | Источник |
| ------ | -------------- | ---------------------------------------- | --------------------------------------------------------------------------------- | -------- |
| Мир    | 6 декабря 2024 | Цифровая и потоковая/стриминговая версии | The Black Label · Atlantic Records YG Plus (цифровая дистрибуция, включая синглы) | [ 12 ]   |
| Мир    | 6 декабря 2024 | CD                                       | The Black Label · Atlantic Records YG Plus (цифровая дистрибуция, включая синглы) | [ 12 ]   |
| Мир    | 6 декабря 2024 | Виниловая пластинка                      | The Black Label · Warner Music                                                    | [ 12 ]   |

### Комментарии
1. ↑  Только виниловая пластинка[11].